# Andrew Hoy
Andrew James Hoy (Culcairn, 8 febbraio 1959) è un cavaliere australiano.
Ha partecipato a otto Olimpiadi (1984-2021), vincendo 3 medaglie d'oro, 2 di argento e 1 di Bronzo. In particolare ha vinto la medaglia d'oro alle Olimpiadi 1992 di Barcellona nel concorso completo a squadre, la medaglia d'oro ad Atlanta 1996 nel completo a squadre, mentre a Sydney 2000 ha vinto la medaglia d'oro nel completo a squadre e quella d'argento nel concorso completo individuale. A Tokyo 2020 ha vinto una medaglia d'Argento nel completo a squadre e un Bronzo in quello individuale. Andrew Hoy, in questi Giochi Olimpici, è diventato l’atleta più anziano a vincere una medaglia olimpica dal 1968 a oggi.